# Татищева, Анна Алексеевна
Анна Алексеевна Татищева (1729—1764) — российская переводчица

, гоф-фрейлина императрицы Анны Иоанновны, затем статс-фрейлина правительницы Анны Леопольдовны (с 1741 года) и императрицы Елизаветы Петровны.

## Биография
Анна Татищева родилась в 1729 году; из дворян, дочь петербургского градоначальника Алексея Даниловича Татищева.
8 февраля 1748 года (по старому стилю) А. А. Татищева вышла замуж за полковника Русской императорской армии, впоследствии генерал-аншефа графа Петра Ивановича Панина из рода Паниных. Венчание происходило в присутствии великокняжеской четы; Анну Алексеевну Татищеву повели из покоев императрицы, которая «убирала невесту к венцу» и присутствовала на свадебном балу. В этом браке у Татищевых родилось 17 детей, умерших во младенчестве при жизни родителей. Панин повторно женился 29 апреля 1767 года на дочери генерал-майора Р. К. фон Вейделя фрейлине Марии Родионовне Вейдель (1746—1775), которая умерла при родах пятого ребёнка; только двое из детей пережили отца.
Согласно «РБСП», во втором браке Татищева состояла за тайным советником П. М. Бакуниным, однако эта информация скорее всего ошибочна. 
Анна Алексеевна Татищева скончалась 27 октября (7 ноября) 1764 года в городе Санкт-Петербурге от скоротечной чахотки и была  погребена в Ямской Предтеченской церкви столицы на Лиговке.
Имя А. А. Татищевой встречается в описаниях церемоний погребения Анны Иоанновны и коронации Елизаветы Петровны. Ей принадлежат переводы нескольких повестей и романов с французского языка на русский.